# Colon dentipes
Colon dentipes är en skalbaggsart som först beskrevs av Sahlberg 1822.  Colon dentipes ingår i släktet Colon, och familjen mycelbaggar. Arten är reproducerande i Sverige.